# (5012) Eurymedon
(5012) Eurymedon (9507 P-L) – planetoida z grupy trojańczyków okrążająca Słońce w ciągu 12 lat i 33 dni w średniej odległości 5,27 j.a. Została odkryta 17 października 1960 roku przez Cornelisa van Houtena i Toma Gehrelsa.